# فاشية اجتماعية
كانت الفاشية الاجتماعية نظرية دعمتها الشيوعية الدولية (الكومنترن) والأحزاب الشيوعية التابعة لها في أوائل الثلاثينيات من القرن الماضي والتي اعتبرت أن الديمقراطية الاجتماعية هي نوع من الفاشية لأنها وقفت في طريق دكتاتورية البروليتاريا، بالإضافة إلى النموذج الاقتصادي المشترك بين الشركات.
في ذلك الوقت، جادل قادة الكومنترن مثل جوزيف ستالين وراجاني بالم دت بأن المجتمع الرأسمالي قد دخل الفترة الثالثة التي كانت فيها الثورة البروليتارية وشيكة، ولكن يمكن منع هذا من قبل الديمقراطيين الاشتراكيين والقوى «الفاشية» الأخرى.
استخدم مصطلح الفاشية الاجتماعية بشكل ازدرائي من أجل وصف الأحزاب الديمقراطية الاجتماعية، والأحزاب الاشتراكية المناهضة للكومنترن والتقدمية والمعارضين داخل الشركات التابعة للكومنترن طوال فترة ما بين الحربين. أيدت نظرية الفاشية الاجتماعية بقوة من قبل الحزب الشيوعي الألماني، والذي كان إلى حد كبير تحت سيطرة وتمويل القيادة السوفيتية منذ عام 1928.

## ملخص
في المؤتمر العالمي السادس للكومنترن عام 1928م، أُعلن نهاية الاستقرار الرأسمالي وبداية «الفترة الثالثة». كانت نهاية الرأسمالية، مصحوبة بثورة الطبقة العاملة، متوقعة وحددت الاشتراكية الديمقراطية على أنها العدو الرئيسي للشيوعيين. تعود جذور نظرية الكومنترن إلى حجة غريغوري زينوفييف بأن الديمقراطية الاجتماعية الدولية هي جناح الفاشية. قُبل هذا الرأي من قبل ستالين، الذي وصف الفاشية والديمقراطية الاجتماعية بـ«الأخوين التوأمين»، بحجة أن الفاشية تعتمد على الدعم النشط للديمقراطية الاجتماعية وأن الاشتراكية الديمقراطية تعتمد على الدعم النشط للفاشية. بعد إعلانها في المؤتمر السادس، أصبحت نظرية الفاشية الاجتماعية مقبولة من قبل الكثيرين في الحركة الشيوعية العالمية.
ارتبط الاتجاه الجديد ارتباطًا وثيقًا بالسياسة الداخلية للحزب الشيوعي للاتحاد السوفيتي. بعد قتال فصيل داخل ذلك الحزب بعد وفاة فلاديمير لينين في عام 1924، تحولت المجموعة المنتصرة حول ستالين بشكل حاسم إلى اليسار من خلال الدعوة إلى إنهاء سياسة اقتصادية جديدة للاقتصاد المختلط وإعلان تكثيف الصراع الطبقي داخل الاتحاد السوفيتي. خلق جو من الحماسة الثورية وأصبح أي عدو للمجموعة الحاكمة حول ستالين مدانًا بتهمة «التخريب» و«الخيانة»، وهو موقف نقل إلى المسرح الدولي، حيث استنكره كل من الاشتراكيين الديمقراطيين والمعارضين الشيوعيين الذين وصفوا على أنهم فاشيين.[بحاجة لمصدر]
في الوقت نفسه، وتحت قيادة المستشار الألماني هيرمان مولر، اتفق الحزب الاشتراكي الديمقراطي الألماني (إس بّي دي) مع الأحزاب المعادية للشيوعية على أن الستالينيين فاشيين. أدى ذلك إلى عداء متبادل بين الاشتراكيين الديمقراطيين والشيوعيين، والذي اشتد بشكل إضافي في عام 1929 عندما أسقطت شرطة برلين -التي كانت تحت سيطرة حكومة الحزب الديمقراطي الاشتراكي- العمال الشيوعيين الذين تظاهروا في عيد العمال فيما أصبح يسمى بلوتماي (مايو الدامي). كان هذا بالإضافة إلى التشريع القمعي ضد الشيوعيين الذي تلاه بمثابة دليل إضافي للشيوعيين على أن الاشتراكيين الديمقراطيين كانوا بالفعل «فاشيين اجتماعيين». في عام 1929، حظرت منظمة روتر فرونتكامبفيربوند شبه العسكرية التابعة لـ كاي بّي دي «تحالف مقاتلي الجبهة الحمراء» من قبل الديمقراطيين الاشتراكيين الحاكمين. وصف قرار الحزب الشيوعي الألماني «الفاشيين الاشتراكيين» [الاشتراكيين الديمقراطيين] بأنهم «الركيزة الأساسية لديكتاتورية رأس المال». في عام 1931، أشار الحزب الشيوعي الألماني (كاي بّي دي) إلى النازيين على أنهم «رفاق الشعب العامل». في بوروسيا -أكبر ولاية في ألمانيا- اتحد الحزب الشيوعي الألماني مع النازيين في محاولة فاشلة لإسقاط حكومة ولاية الحزب الاشتراكي الديمقراطي عن طريق استفتاء لاندتاغ (البرلمان). في عام 1931، استخدم الحزب الشيوعي الألماني (كاي بّي دي)، تحت قيادة إرنست ثيلمان، شعار «بعد هتلر، دورنا!» لأنه يعتقد بقوة أنه لا توجد حاجة لجبهة موحدة ضد النازيين وأن العمال سوف يغيرون رأيهم ويدركون أن النازية -على عكس الشيوعية- لم تقدم مخرجًا حقيقيًا من الصعوبات التي تواجه ألمانيا.
بعد وصول الحزب النازي بقيادة أدولف هتلر إلى السلطة في ألمانيا، حظر الحزب الشيوعي الألماني واعتقل الآلاف من أعضائه، بما في ذلك تيلمان. جعلت هذه الأحداث الكومنترن يقوم بدور كامل في مسألة التحالف مع الديمقراطيين الاجتماعيين قبل التخلي عن نظرية الفاشية الاجتماعية. في المؤتمر السابع للكومنترن في عام 1935، حدد جورجي ديميتروف السياسة الجديدة للجبهة الشعبية في خطابه "من أجل وحدة الطبقة العاملة ضد الفاشية. لم توقف الجبهة الشعبية إبرام ميثاق عدم الاعتداء الألماني السوفيتي. جادل ثيودور دريبر بأن «ما يسمى بنظرية الفاشية الاجتماعية والممارسة القائمة عليها تشكل أحد العوامل الرئيسية المساهمة في انتصار الفاشية الألمانية في يناير 1933».